# Фарнабаз II
Фарнабаз II је био персијски сатрап Фригије од 413. године п. н. е. до 387. п. н. е.

## Биографија
Фарнабаз је потицао из угледне персијске породице која је вековима владала Фригијом. Године 413. п. н. е. наследио је свога оца Фарнака II. Током Архидамовог рата и Сицилијанске експедиције, Атињани су подржавали побуњеног лидијског сатрапа Писутна. Персијски цар Дарије II, након гушења устанка, наређује Тисаферну, новом сатрапу Лидије, да са Спартанцима започне преговоре против Атине. Тисаферн и Фарнабаз, иако обојица поданици персијског цара, били су ривали. Године 413. п. н. е. обојица шаљу изасланике у Спарту надајући се да ће успети склопити повољан споразум са Спартанцима. Спартанци су пришли Тисаферну који им је обећао помоћ персијске морнарице састављене од феничанских бродова. Међутим, Атињани су и даље били водећа сила на Егејском мору што је спречило Тисаферна да испуни своје обећање. Спартанци потом ступају у преговоре са Фарнабазом. Тисафернов неуспех навео је Дарија II да га смени са сатрапског престола и на њега постави свога сина Кира Млађег. Године 404. п. н. е., након битке код Егоспотама, Атина је поражена у Пелопонеском рату. Фарнабаз, Кир Млађи и Тисаферн присвојили су малоазијске градове. Фарнабаз није учествовао у грађанском рату Кира Млађег против новог персијског цара (Артаксеркса II). 
Учествовање спартанских најамника у бици код Кунаксе доводи до заоштравања односа између Спарте и персијског двора. Спартанци предвођени Тиброном крећу у ослобађање грчких полиса на егејској обали од персијске власти. Њихова прва мета била је Фарнабазова Фригија. Суочени са заједничком опасношћу, Тисаферн и Фарнабаз се удружују. Са Спартанцима су започели преговоре којима су признали независност јонских градова. Међутим, Тисаферн је истовремено окупљао флоту у Феникији. Сазнавши за то, Агесилај II 396. године п. н. е. напада Малу Азију. Фарнабаз и Тисаферн склапају примирје. Агесилај је тиме желео обезбедити своју војску од напада из Карије како би могао напасти Фарнабазову Фригију, а Тисаферн је потајно желео да Спартанци освоје Фригију након чега би их он протерао из Јоније и тиме постао самосталан владар Мале Азије. Фарнабаз је одбио нападе Агесилаја и истовремено послао Тимократа са Родоса у Атину како би тамо заговарао устанак против Спартанске хегемоније. Агесилај потом напада Тисаферна и наноси му пораз код Сарда. Тисаферн је погубљен због неуспеха и својих преговора са Спартанцима. Сатрап Лидије и Карије постао је Титрауст из Сузе. Титрауст је наставио Тисафернову политику и подржавао Агесилаја да нападне Фарнабаза. Међутим, Агесилај је напао Карију. Одатле је намеравао наставити ка истоку прека Киликији. Међутим, у томе га је спречио устанак који је избио у Атини по наговорима Тимократа. Фарнабаз је током Коринтског рата сарађивао са Кононом и Атином. Међутим, спартански политичар Анталкида успео је да привуче персијског цара на своју страну. Изостајање персијске помоћи довело је до пораза устаника у Коринтском рату. Фарнабаз је био један од главних заповедника приликом заузимања јонских градова који су Краљевим миром поново припали Персији. Зато је од награђен женидбом са царевом кћерком Апамеом која му је касније родила сина Артабаза II. 
Пред крај своје владавине, Фарнабаз је организовао неколико неуспешних похода на побуњени Египат. 